# Hệ thống giao thông đường sắt hạng nhẹ (Singapore)

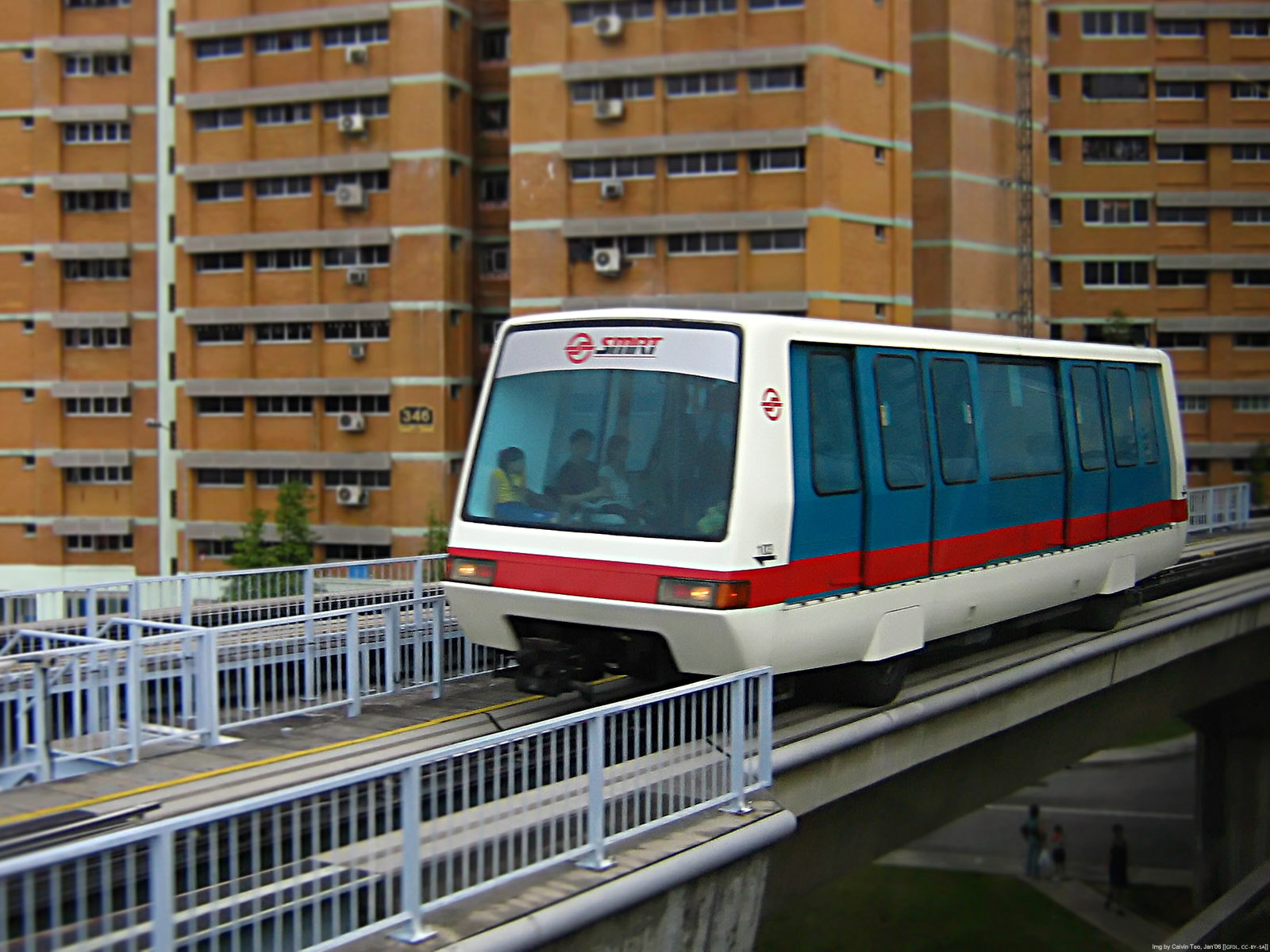
Một tàu của LRT đang hoạt động

Hệ thống giao thông đường sắt hạng nhẹ  (tiếng Anh: Light Rapid Transit; tiếng Trung: 轻轨列车系统; tiếng Mã Lai: Sistem Rel Ringan) là hệ thống đường sắt đô thị trên cao của Singapore. Hệ thống được đưa vào sử dụng từ năm 1999 và liên tục được mở rộng. Cho đến nay nó có ba tuyến phục vụ ba khu đô thị của Singapore.

## Các tuyến
- Bukit Panjang LRT (BPLRT): có 14 ga ký hiệu từ BP1 đến BP14. Tại ga BP1 có kết nối với tuyến Bắc Nam của MRT Singapore.
- Sengkang LRT (SKLRT): có hai cánh. Cánh Đông (East Loop) có 5 ga ký hiệu từ SE1 đến SE5. Cánh Tây (West Loop) có 8 ga ký hiệu từ SW1 đến SW8. Ngoài ra còn có ga Sekang ký hiệu (STC) kết nối với tuyến Bắc Nam của MRT Singapore.
- Punggol LRT (PGLRT): có hai cánh. Cánh Đông (East Loop) có 7 ga ký hiệu từ PE1 đến PE7. Cánh Tây đang xây dựng. Ga Punggol (ký hiệu PTC) có kết nối với Tuyến Bắc Nam của MRT Singapore.